# Брукс (Минесота)
Брукс (енгл. Brooks) град је у америчкој савезној држави Минесота.

## Демографија
По попису из 2010. године број становника је 141, што је 0 (0,0%) становника више него 2000. године.
| Група             | 2000.        | 2010.       |
| Белци             | 141 (100,0%) | 135 (95,7%) |
| Афроамериканци    | 0 (0,0%)     | 0 (0,0%)    |
| Азијати           | 0 (0,0%)     | 2 (1,4%)    |
| Хиспаноамериканци | 0 (0,0%)     | 1 (0,7%)    |
| Укупно            | 141          | 141         |